# إرولا
إرولا، (بالإنجليزية: Erula)، هي بلدية في مقاطعة ساساري، في منطقة سردينيا الإيطالية، وتقع على بعد حوالي 180 كم (110 ميل) شمال كالياري، وحوالي 35 كم (22 ميل) شرق ساساري. اعتبارا من 31 ديسمبر 2004 ، كان عدد سكانها 807 ومساحة 40.1 كيلومتر مربع (15.5 ميل مربع).

## السكان
في سنة 1861 بلغ عدد السكان 429 نسمة، وتطور العدد ليصل في سنة 2011 لـ 766 نسمة.
يظهر هذا المخطط البياني تطور النمو السكاني لـ إرولا